# Kyūsaku Ogino
Kyūsaku Ogino (Toyohashi, 25 de marzo de 1882 - Niigata, 1 de enero de 1975) fue un ginecólogo japonés conocido por sus estudios referidos a los períodos de fertilidad y no fertilidad de la mujer en su relación con los ciclos menstruales. Los estudios del Dr. Ogino fueron posteriormente perfeccionados por el médico austríaco Herman Knaus, que desarrolló el método natural para evitar la fecundación denominado en honor de ambos, Ogino-Knaus.